# Kuwait ai Giochi della XXIV Olimpiade
Il Kuwait partecipò ai Giochi della XXIV Olimpiade, svoltisi a Seul, Corea del Sud, dal 17 settembre al 2 ottobre 1988, con una delegazione di 25 atleti impegnati in sette discipline.